# Scott Leavitt

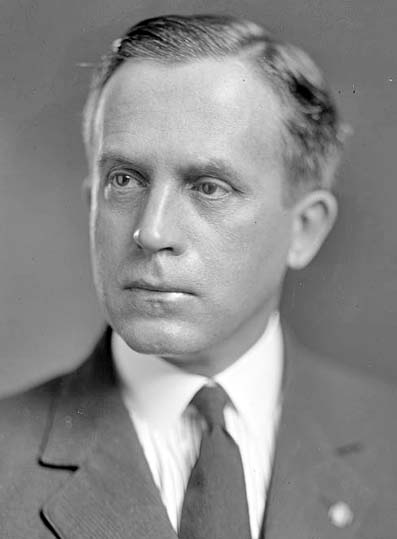
Scott Leavitt

Scott Leavitt (* 16. Juni 1879 in Elk Rapids, Antrim County, Michigan; † 19. Oktober 1966 in Newberg, Oregon) war ein US-amerikanischer Politiker. Zwischen 1923 und 1933 vertrat er den Bundesstaat Montana im US-Repräsentantenhaus.

## Frühe Jahre
Scott Leavitts Schulzeit wurde durch den Spanisch-Amerikanischen Krieg unterbrochen, an dem er als Freiwilliger aus Michigan teilnahm. In diesem Krieg war er auf Kuba eingesetzt. Nach seiner Rückkehr studierte Leavitt an der University of Michigan in Ann Arbor. Im Jahr 1901 zog er nach Oregon, wo er sich in der Nähe von Falls City niederließ. In seiner neuen Heimat arbeitete er zunächst in drei Gemeinden als Lehrer. Ab 1907 war Scott Leavitt bei der Forstverwaltung angestellt. Dieses Amt übte er bis 1917, zwischenzeitlich auch in den Staaten Minnesota und Montana, aus.

## Politische Laufbahn
Scott Leavitt wurde Mitglied der Republikanischen Partei. Bei den Kongresswahlen des Jahres 1922 wurde er für den Staat Montana als Nachfolger von Carl W. Riddick in das US-Repräsentantenhaus gewählt. Nach mehreren Wiederwahlen konnte er dieses Mandat zwischen dem 4. März 1923 und dem 3. März 1933 ausüben. Zwischenzeitlich war er Vorsitzender des Indianerausschusses. Im Jahr 1932 wurde er nicht wiedergewählt. Sein Mandat fiel an Roy E. Ayers, den Kandidaten der Demokratischen Partei.

## Weiterer Lebenslauf
Im Jahr 1932 war Scott Leavitt Delegierter zur Republican National Convention, 1934 kandidierte er erfolglos für den US-Senat. Danach arbeitete er wieder für die Forstverwaltung, diesmal in Wisconsin. In den Jahren 1935 und 1936 war er Leiter der Veteranenvereinigung des Spanisch-Amerikanischen Krieges. 1941 zog sich Leavitt in den Ruhestand nach Newberg in Oregon zurück, wo er 1966 verstarb.